# 455 Bruchsalia
455 Bruchsalia (mednarodno ime je tudi 455 Bruchsalia) je  asteroid, ki kaže lastnosti dveh tipov C in P v glavnem asteroidnem pasu.

## Odkritje
Asteroid sta odkrila nemška astronoma Max Wolf (1836 -1932) in A. Schwassmann (1870 – 1964)  22. maja 1900 v Heidelbergu. Imenuje se po nemškem mestu Bruchsal.

## Značilnosti
Asteroid Bruchsalia obkroži Sonce v 4,33 letih. Njegova tirnica ima izsrednost 0,294, nagnjena pa je za 12,019 ° proti ekliptiki. Njegov premer je 84,41 km .